# Yak Hna Jirane
Dima Jirane (arabe : ديما جيران), puis Yak Hna Jirane (arabe : كلنا جيران), soit Les voisines en français, est une série télévisée marocaine créée par Nadia Kamali Marouazi et produite par Nabil Ayouch, diffusée à la télévision depuis 2010 sur 2M au Maroc. Cette série de trente épisodes par saison a été suivie chaque jour par plus de 3 millions de téléspectateurs au Maroc et y a une popularité comparable à la série américaine Friends.
La série est également très populaire dans les pays arabes tels que Dubai, Qatar, l'Arabie saoudite et le Liban, ainsi qu'aux Pays-Bas. En 2011, deuxième saison de la série, l'actrice néerlandaise d'origine marocaine Nabila Marhaben y joue un rôle principal, En 2011, la série Yak Hna Jirane, connaît une suite en 2012, Dima Jirane.
La série est produite par Ali-n-productions
Le régisseur Driss Roukh a quitté la série en 2012.